# Uniting for peace
La risoluzione 377 A dell'Assemblea generale delle Nazioni Unite del 1950, soprannominata "Uniting for Peace", è un tentativo di sormontare la competenza esclusiva del Consiglio di sicurezza, operato in occasione della guerra di Corea.

## Storia
Dopo che la risoluzione 84 del Consiglio di sicurezza delle Nazioni Unite autorizzò l'impiego della bandiera dell'ONU per il Comando delle Nazioni Unite in Corea, l'URSS decise di abbandonare la politica della "sedia vuota" nel massimo organo decisionale delle Nazioni Unite: pertanto non fu più possibile agli Stati Uniti sostenere la Corea del Sud, a livello diplomatico multilaterale, con l'approvazione da parte del Consiglio di sicurezza di ulteriori misure coercitive ai sensi del capo VII della Carta.
Fu per questo che, dinanzi allo stallo del Consiglio di sicurezza, l'Occidente si rivolse all'Assemblea generale: qui la risoluzione 377 A è stata adottata il 3 novembre 1950, dopo quattordici giorni di discussioni in Assemblea, con 52 voti favorevoli, 5 contrari e 2 astensioni.
A causa della mancanza di unanimità tra i suoi cinque membri permanenti, l'Assemblea generale ritenne a maggioranza di esercitare una competenza sussidiaria - non prevista dalla Carta delle Nazioni Unite - nella funzione di mantenere la sicurezza e la pace internazionali. In quella circostanza l' Assemblea Generale affermò di potere esaminare la questione immediatamente e di potere emettere raccomandazioni appropriate ai membri delle Nazioni Unite per misure collettive, compresa quella volta ad autorizzare l'uso della forza armata quando necessario, al fine di mantenere o ripristinare la sicurezza e la pace internazionale.

Non avendo il potere di modificare la Carta delle Nazioni unite, in quella circostanza l'Assemblea generale ha apportato le modifiche necessarie al proprio "Regolamento di Procedura", dichiarando che:
... se il Consiglio di Sicurezza, a causa della mancanza dell'unanimità dei membri permanenti, non esercita la sua responsabilità primaria per il mantenimento della pace e della sicurezza internazionale in ogni caso in cui sembra esserci una minaccia per la pace, violazione della pace, o atto di aggressione, l'Assemblea Generale esaminerà immediatamente la questione al fine di formulare adeguate raccomandazioni ai Membri per misure collettive, compreso in caso di violazione della pace o atto di aggressione l'uso della forza armata quando necessario, per mantenere o ripristinare la pace e la sicurezza internazionale. Se non è in sessione in quel momento, l'Assemblea Generale può riunirsi in sessione straordinaria d'urgenza entro ventiquattro ore dalla richiesta. Tale sessione speciale di emergenza è convocata se richiesto dal Consiglio di Sicurezza sul voto di sette membri qualsiasi.

## Finalità
La risoluzione era concepita per fornire alle Nazioni Unite una via d'azione alternativa quando almeno un membro permanente del Consiglio di sicurezza usa il proprio veto per impedire al Consiglio di sicurezza di svolgere le sue funzioni imposte dalla Carta delle Nazioni Unite.
Pur senza arrivare ad autorizzare misure coercitive, l'applicazione del modello seguito dalla Uniting for peace si è verificato altre volte, quando il Consiglio di sicurezza non è riuscito a prendere una decisione ed una sessione speciale di emergenza (ESS) è stata convocata: la prassi è stata che in una tale riunione non programmata dell'Assemblea generale delle Nazioni Unite si possano prendere decisioni o raccomandazioni urgenti, ma non vincolanti, su una questione particolare. Sono eventi piuttosto rari: nella storia delle Nazioni Unite le ESS sono state convocate solo undici volte.
La risoluzione Uniting for Peace è stata attuata 13 volte tra il 1951 e il 2022. È stata invocata sia dal Consiglio di Sicurezza (8 volte) che dall'Assemblea Generale (5 volte). Undici di questi casi hanno preso la forma di sessioni speciali di emergenza (ESS), ma nessuna ha mai preteso di autorizzare misure coercitive ai sensi del capo VII della Carta.

## Controversie
È stato affermato che con l'adozione della risoluzione 377 A, da parte dell'Assemblea generale, la conseguente interpretazione dei poteri dell'Assemblea sarebbe diventata diritto internazionale consuetudinario: in tal modo il problema del "potere di veto" del Consiglio di sicurezza potrebbe essere superato. Adottando in via pretoria la risoluzione A/RES/377 A, il 3 novembre 1950, oltre due terzi degli Stati membri delle Nazioni Unite avrebbero integrato di fatto la Carta delle Nazioni Unite, con la previsione secondo cui i membri permanenti del Consiglio di sicurezza non possono e non devono impedire all'Assemblea generale di intraprendere qualsiasi azione necessario per ristabilire la pace e la sicurezza internazionali, nei casi in cui il Consiglio di sicurezza delle Nazioni Unite non abbia esercitato la sua "responsabilità primaria" di mantenere la pace. Tale interpretazione vorrebbe che sia attribuita all'Assemblea generale la "responsabilità finale" — piuttosto che la "responsabilità secondaria" — per questioni di pace e sicurezza internazionali.
Vari rapporti ufficiali e semi-ufficiali delle Nazioni Unite fanno esplicito riferimento alla risoluzione Uniting for Peace come fondamento di un meccanismo che consentirebbe all'Assemblea generale di annullare qualsiasi veto al Consiglio di sicurezza. Eppure, in riferimento al rapporto del dicembre 2001 dalla International Commission on Intervention and State Sovereignty (ICISS) - laddove indica la possibilità di un'autorizzazione da parte dell'Assemblea generale attraverso la procedura prevista dalla risoluzione n. 377 (V) del 3 novembre 1950, nota come Uniting for peace, quanto meno per conferire all'intervento "a high degree of legitimacy" - l'uso della risoluzione è stato ritenuto in dottrina "presumibilmente illegittimo", se si considerano le disposizioni della Carta e le contestazioni sollevate in tempi passati.
La risoluzione risulta in effetti presente anche nella giurisprudenza della Corte internazionale di giustizia, ma per lo più per legittimare la possibilità per l'Assemblea generale di discutere la questione, stante le competenze ad essa attribuite dagli articoli 10 e 11, par. 2, della Carta dell'ONU e di effettuare raccomandazioni secondo il principio delle competenze "parallele e distinte".
Per converso, si nota che "non sarebbe fondato attribuire all'organizzazione un ruolo in materia di revisione «de facto» che prescinda da quello — determinante — degli Stati membri. Premesso che non si potrebbe parlare di una vera e propria revisione «de facto» (vale a dire di una modifica, per desuetudine, di una o più disposizioni del trattato istitutivo) quando si sia in presenza di una mera sospensione dell'applicazione delle disposizioni stesse, conviene sottolineare che, se pure si sono verificati casi in cui gli organi politici dell'ente hanno spinto verso un'interpretazione del trattato istitutivo che avrebbe condotto ad una sua radicale modifica, simili tentativi non hanno in definitiva condotto al risultato che in seno all'organizzazione si sarebbe auspicato". "Malgrado il tentativo chiaramente ideologico di alcuni autori di fondare la competenza di tali organi ricorrendo a parametri in realtà estranei allo Statuto, anche tali organizzazioni potrebbero trovarsi tuttavia nell'incapacità di operare, sollevando a questo punto la questione di una possibile attribuzione di competenza agli stessi Stati, per condurre in ultima istanza, nell'interesse della Comunità internazionale, degli interventi umanitari unilaterali".